# Nếp xoắn
Nếp xoắn (tên khác: nếp lai, nếp trũng) là một giống lúa bản địa nếp được trồng phổ biến ở đồng bằng và trung du Bắc Bộ của Việt Nam.

## Đặc điểm
- Cây lúa cao 120–140 cm, có thời gian sinh trưởng 170-180 ngày ở vụ lúa Xuân và 145-155 ngày ở vụ lúa Mùa. Lúa phát triển tốt trong vụ mùa, phù hợp với các chân ruộng vàn trũng. Mật độ cấy 35-40 khóm/m2, 3-4 dảnh/khóm, lúa phát triển, đẻ nhánh gọn theo khóm.
- Lúa có phiến lá cứng; là giống bản địa, nhưng chống chịu yếu dối với bệnh bạc lá, bệnh khô vẳn; khả nâng chống đổ khá.
- Thời gian lúa trỗ thường tập trung ở vụ Mùa; trong vụ Xuân, thời gian trỗ kéo dài.
- Bông lúa to, có hình dạng bông hơi xoắn (nên có tên gọi là nếp xoắn).
- Hạt lúa to, bầu, có màu vàng sáng, gân hạt nổi rõ; khối lượng đạt 27-28 g/1.000 hạt.
- Khi nấu xôi, cơm dẻo, mùi thơm nhẹ.
- Năng suất lúa đạt 40-45 tạ/ha, nếu thâm canh tốt có thể đạt 50-55 tạ/ha.

## Nếp xoắn Hải Phòng
Nếp xoắn Hải Phòng .(tên khác: nếp xoắn Tân Trào, nếp Thái Bình, nếp xoắn Kỳ Sơn) là gống nếp xoắn, được trồng chủ yếu ở thôn Kỳ Sơn, xã Tân Trào, huyện Kiến Thụy, thành phố Hải Phòng; nếp có từ khoảng thập niên 80 của thế kỷ 20. Hiện nay, toàn Tân Trào có hơn 2 nghìn hộ trồng, với diện tích 390ha lúa, đạt sản lượng khoảng 2 nghìn tấn, tổng giá trị trên 20 tỷ đồng.
Nếp xoắn Tân Trào thích nghi tốt với chân đất phèn mặn; bông lúa to, số hạt trên một bông nhiều, độ đồng đều cao; cây nhiều nhất có tới 2.703 hạt; hạt to, căng mẩy; bộ gốc và rễ khỏe, khả năng chống đổ khá nên sống tốt ở vùng ven biển; nếp xoắn có hương thơm đặc trưng, vị đậm, cơm dẻo hơn nếp ở nhiều nơi khác; nấu xôi, để lâu không bị cứng, làm bánh chưng để khoảng nửa tháng mà chất lượng bánh vẫn đảm bảo.
Đây là giống lúa cổ truyền, nông dân tự để giống từ năm này sang năm khác mà không bị thoái hóa, biến chất, trong khi nhiều giống lúa lai chỉ 5 năm là kém đi. Cây lúa đẻ khỏe, kháng rất tốt các loại sâu bệnh, nhất là khô vằn, bạc lá...
Nếp xoắn Tân Trào được đăng ký bảo hộ nhãn hiệu tập thể tại Cục Sở hữu trí tuệ thuộc Bộ Khoa học và Công nghệ.

## Bài liên quan
- Danh sách giống lúa tại Việt Nam
- Nếp cái hoa vàng Đại Thắng